# Hemilamprops roseus
Hemilamprops roseus är en kräftdjursart som först beskrevs av Norman 1863.  Hemilamprops roseus ingår i släktet Hemilamprops och familjen Lampropidae. Arten är reproducerande i Sverige. Inga underarter finns listade i Catalogue of Life.

## Bildgalleri

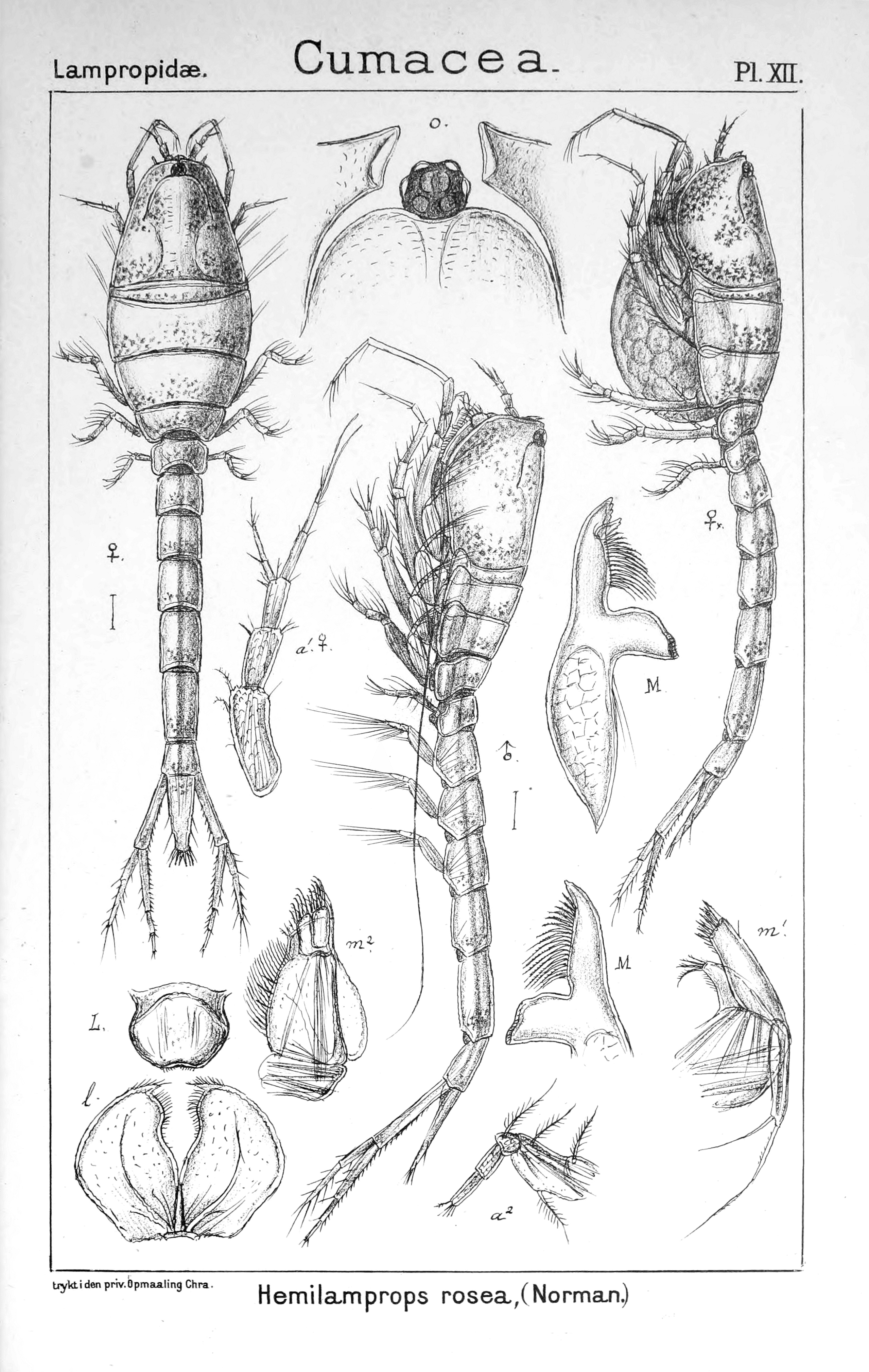
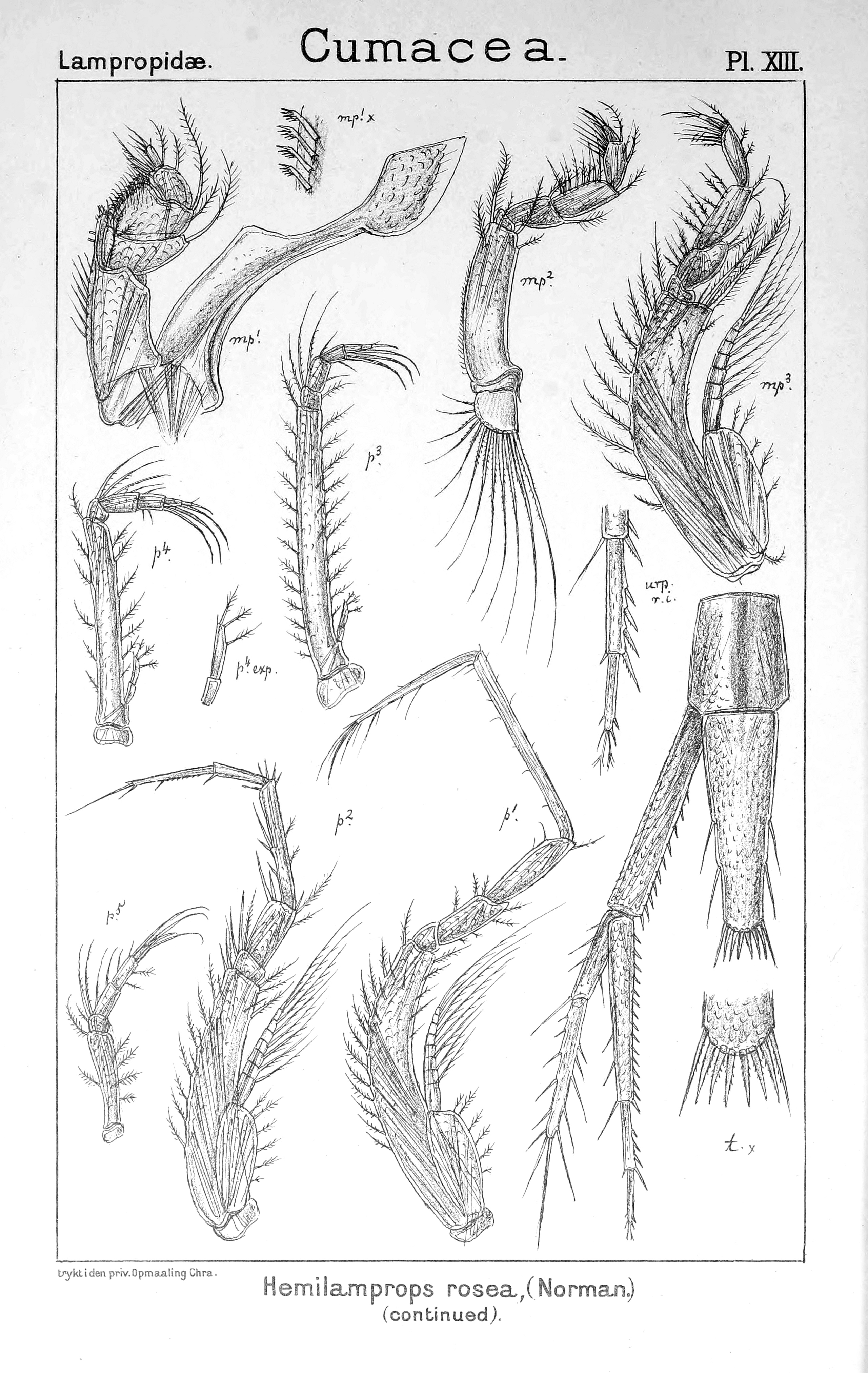
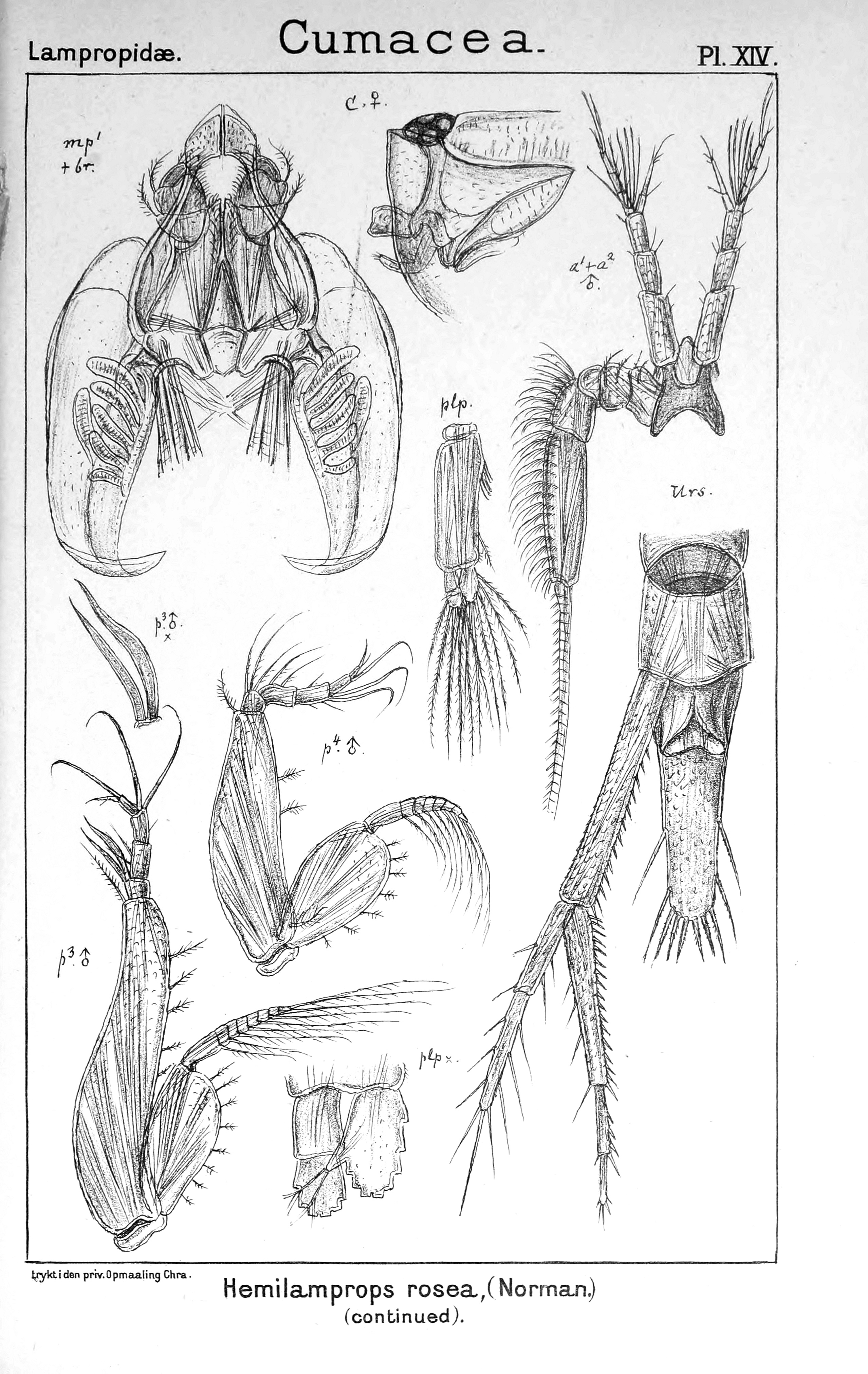